# Haskell megye (Oklahoma)
Haskell megye az Amerikai Egyesült Államokban, azon belül Oklahoma államban található. Megyeszékhelye és legnagyobb városa Stigler. Lakosainak száma 11 561 fő (2020. április 1.). Haskell megye Muskogee, Sequoyah, Le Flore, Latimer, McIntosh és Pittsburg megyékkel határos.

## Népesség
A megye népességének változása:
| Lakosok száma | 12 752 | 12 729 | 12 939 | 13 052 | 12 845 | 11 561 |
|               | 2010   | 2011   | 2012   | 2013   | 2015   | 2020   |